# Johan Castberg (konstnär)
Johan Christian Castberg, född 1 februari 1911 i Bergen, Norge, död 1988 i Oslo, var en norsk-svensk målare, tecknare och illustratör.

## Biografi
Han var son till violinisten Torgrim Castberg och Ida Anker samt gift första gången 1939 med pianisten Ingrid Kjellström och andra gången med Fredrikke Mustad. Han var bror till Katti Wankel.
Castberg studerade först musik i Norge och Frankrike men tvingades avbryta sina studier på grund av en öronsjukdom. Han övergick då till att studera konst i Norge samt under resor till USA, Frankrike, Italien och Danmark. Separat ställde han ut första gången i Oslo och medverkade i samlings- och vandringsutställningar.
Hans konst består till stor del av porträtt samt litografier och bokillustrationer, för tidningen Röster i radio-TV tecknade han en rad porträtt av dåtidens celebriteter och för norska tidningar tecknade han i bland annat Morgenbladet och Hus og Have. 
Bland hans porträtt märks ett av Carl Eldh på Nationalmuseum och ett av prins Eugen på Waldemarsudde. Castberg är även representerad i Musée des Beaux Arts de la ville de Paris.